# Caisse d'émission
 (janvier 2020).
Si vous disposez d'ouvrages ou d'articles de référence ou si vous connaissez des sites web de qualité traitant du thème abordé ici, merci de compléter l'article en donnant les références utiles à sa vérifiabilité et en les liant à la section « Notes et références ».
La caisse d'émission, caisse d'émission monétaire, ou office de stabilisation des changes, en anglais currency board, est un système particulier de gestion de l'émission de la monnaie nationale. On utilise une caisse d'émission lorsqu'on veut disposer d'une monnaie domestique mais dont la valeur soit calée sur celle d'une autre monnaie qui sert seule aux règlements internationaux. 
Ce système a été mis en œuvre par les grands empires français et britannique au XIXe siècle pour leurs colonies. Il est utilisé par des petits pays dont la taille ne permet pas de disposer d'une monnaie reconnue mondialement. Un seul grand pays, l'Argentine, a tenté d'utiliser le mécanisme de la caisse d'émission, en alignant le peso sur le dollar, pour mettre fin à l'inflation et à une fuite permanente devant la monnaie nationale. L'explosion du système de caisse d'émission argentin lors de la crise de 1998 dite « des pays émergents » a attiré l'attention sur les conditions extrêmement restrictives de l'emploi de cette organisation. 

## Définition
Il faut que le système monétaire d'un pays vérifie trois conditions pour être qualifié de « currency board » :
1. la valeur de la monnaie du pays est calée strictement sur la valeur de la monnaie d'un autre pays (ou, plus rarement, sur la valeur de plusieurs monnaies) ;
2. cette monnaie doit être convertible librement dans la monnaie étrangère de référence, ce qui implique souvent un taux de couverture de 100 % par les réserves de change de l'autorité monétaire du pays ;
3. des garanties politiques et juridiques font qu'il est peu probable qu'à court ou moyen-terme les deux premières conditions ne soient plus remplies[2].

## Caractéristiques

### Mode d'émission de la monnaie
La banque centrale perd sa capacité à mener une politique monétaire de façon autonome. La monnaie locale sera émise au fur et à mesure de l'entrée dans les coffres de la banque centrale de la monnaie de référence. Les banques tiennent leur compte indifféremment en monnaie locale ou de référence, leur identité de valeur étant censée être assurée par construction. En cas de sortie de la devise de référence, la masse monétaire se contracte d'autant. Le pays a perdu toute autonomie de politique monétaire et de change : il suit le destin de la monnaie de référence. 

### Usages et motivations
L'abandon de l'autonomie monétaire est un sacrifice national majeur et rarement accepté. Les caisses d'émission cessèrent dans les colonies pratiquement du jour de l'indépendance : la création d'une monnaie nationale affirmait la souveraineté acquise ou retrouvée. 
Encore faut-il pouvoir disposer d'une monnaie convertible, acceptable par les autres et dont le taux de change ne soit pas trop faible. Certains très petits pays ou des nations dont l'économie est très faible ont fait ce choix parce qu'il leur permet de commercer à l'international sans avoir à justifier la valeur de leur propre monnaie. 

### Autres formes d'organisation monétaire à ne pas confondre avec le système de la caisse d'émission
Certains pays peuvent renoncer purement et simplement à la circulation d'une monnaie nationale. Il n'y a plus d'émission. La seule monnaie qui circule est celle d'un pays étranger, en général celle du pays avec lequel les relations commerciales sont les plus intenses. C'est le cas  au Monténégro après le remplacement de la monnaie locale par des pièces et billets en Deutsche Mark puis en euros. L'Équateur a procédé sur le même modèle à la dollarisation de sa monnaie, anciennement le sucre. 
La gestion d'un change fixe, défendu en cas d'attaque de la monnaie, est une autre forme d'organisation monétaire. L'émission se fait entièrement en monnaie locale : c'est le taux de change que l'on veut fixe. Ce pivot n'est pas un abandon de souveraineté monétaire. Il assure la crédibilité de la monnaie pour les échanges internationaux, pour autant qu'il reste crédible et n'est pas emporté par la spéculation. 

## Avantages et inconvénients de la caisse d'émission monétaire
Indépendamment de la question de souveraineté nationale qui est attachée à l'abandon du rôle international de la monnaie considérée, la caisse d'émission a de redoutables inconvénients. Si la monnaie de référence connait des soubresauts spécifiques qui ne correspondent pas aux conditions commerciales du pays, l'économie locale peut être entraînée dans des mouvements incohérents. Dans le cas de l'Argentine la remontée très rapide du dollar, monnaie associée au peso, alors que le Brésil dévaluait sa monnaie le réal, a créé un choc impromptu d'autant plus important que le Brésil était le partenaire principal de l'Argentine. La hausse du dollar a provoqué une contraction rapidement socialement insupportable de la masse monétaire tout en bloquant les exportations. La crise montra qu'on ne savait pas sortir facilement d'un système de caisse d'émission. Le retour au peso et sa dévaluation immédiate et importante provoqua une perte de richesse instantanée comme si les comptes en banque avaient été vidés en un instant d'un tiers de leur valeur.
Cette expérience, qui avait pourtant eu l'avantage de mettre fin dans un premier temps à l'inflation endémique de l'Argentine et permis une relance importante de la croissance, a ramené l'usage de la caisse d'émission à sa sphère habituelle : les petits pays qui ne peuvent pas avoir de monnaie reconnue internationalement ou des pays en instance de rejoindre un bloc monétaire.  
La crise de 1998 comme celle des années 2010, a néanmoins montré que tout dispositif choisi pour éviter les inconvénients d'une monnaie trop incertaine sur les marchés des changes fait sauter les tourmentes monétaires comme des fétus de paille. Mettre de la fixité dans un système global de changes flottants est toujours une aventure.

## Pays
Parmi les pays ayant adopté des caisses d'émission, on trouve :
- contre l’euro :
  - la couronne estonienne, en Estonie (1992),
  - le lev de la Bulgarie (1998),
  - le mark convertible de Bosnie-Herzégovine,
  - le litas de Lituanie ;

- contre le dollar américain :
  - Lituanie (1997),
  - Argentine[3] (1991),
  - Hong Kong,
  - Bermudes,
  - îles Caïmans,
  - Djibouti,
  - le dollar des Caraïbes de l'est (Antigua-et-Barbuda, Dominique, Grenade, Saint-Christophe-et-Niévès, Sainte-Lucie, Saint-Vincent-et-les-Grenadines) ;

- Contre la livre sterling :
  - îles Malouines (ou îles Falkland),
  - île Sainte-Hélène,
  - Gibraltar ;

- contre d'autres devises :
  - dollar de Brunei, contre le dollar de Singapour,
  - pataca de Macao, contre le dollar de Hong Kong ;

- dans l'histoire :
  - la livre irlandaise, contre la livre sterling, jusqu'à l'indépendance en 1979.